# دوري كرة القدم الغربي 1902–03
دوري كرة القدم الغربي 1902–03 (بالإنجليزية: 1902–03 Western Football League)‏ هو موسم من دوري كرة القدم الغربي ‏. فاز فيه نادي بورتسموث.